# Camelus ferus
Camelus ferus és una espècie d'artiodàctil de la família dels camèlids. Actualment viu a Mongòlia i la Xina i fins al segle xix existí també al Kazakhstan. El seu hàbitat natural són els deserts de diferents tipus. És capaç de beure aigua salabrosa que no és potable per al camell bactrià. Està amenaçat per la caça, la mineria il·legal i la destrucció del seu hàbitat per la ramaderia. El seu nom científic, ferus, significa ‘fer’ en llatí.